# 非谓语动词作定语
非谓语动词做定语或非限定动词作定语，指做定语修饰名詞的非谓语动词。
在英語、德語等一些語言中，非谓语动词會以分詞或不定式等形式呈現修饰定语，像例如英語的the walking man(意即「走路的人」)、a walked dog(意即「被溜的狗」)、uneaten food(意即「未吃的食物」)、a place to eat(意即「吃東西的地方」)等即為其例。

## 日語
日語允许谓语动词做定语，出現在句子結尾、名詞的後方，而定语則出現在名詞前方。這和英語的「關係子句」類同。日語不像英語般有關係代名詞的存在。以下為一個日語的範例：
| 昨日 | あの | 人 | 歩いた。 |
| 昨天 | 那   | 人 | 走路     |
翻譯：昨天那人走路。
| あの | 昨日 | 歩いた | 人。 |
| 那   | 昨天 | 走路   | 人   |
翻譯：昨天走路那人。
當然在規則用語中標明主詞的「が」會出現在主詞後方，因此以上的第一句應當是「昨日あの人が歩いた」，但這個「が」在實際會話中常會省略。
日語的非谓语动词會使用語體和語法極性的變化，但不常使用敬語。像例如「人が歩いた」的敬語形為「人が歩きました」，而「歩きました人」的形式，雖然在語法上是正確的，但並不常見(會讓人覺得太過禮貌與囉嗦)。除此之外，現代日語中，除了copula外，動詞的謂語形式和歸屬形式是相同的。不過在歷史上，它們曾經有不同的形式，就如土耳其語和韓語的情況一般。以下是土耳其語的範例：
- Adam şiir okur意即「那人在讀詩」
- Şiir okuyan adam意即「讀詩的人」

當注意的是日語、韓語和土耳其語等語言的語序都是動詞結尾且沒有關係代詞的。日語的動詞和形容詞亦沒有清楚的分別，如以下所示：
- 「空が青い」意即「天是藍的」
- 「青い空」意即「藍天」

在日語中，意即「藍色」的詞「青い」可解作一個描述動詞，而非形容詞。這些特性在動詞結尾的語言中很常見。